# آتانازیا یونسکو
آتانازیا یونسکو (به رومانیایی: Atanasia Ionescu) ژیمناست زادهٔ میلادی اهل کشور رومانی است.